# Barbara Mamabolo
Barbara Mamabolo (ur. w 1986 w Thornhill w prowincji Ontario w Kanadzie) – kanadyjska aktorka filmowa, telewizyjna i głosowa.

## Filmografia

### Filmy
- 1999: Niebezpieczne dowody (Dangerous Evidence: The Lori Jackson Story) jako Dena Collier
- 1999: Drzewo życzeń (Wishing Tree) jako Celia
- 2000: Natalie Cole: Wyśpiewać miłość (Livin' for Love: The Natalie Cole Stary) jako Pam
- 2000: Dear America: Color Me Dark jako Rosie Hamilton
- 2001: Cena życia (A Mother's Fight for Justice) jako Mały Jo
- 2001: Klucz do Apokalipsy (Revelation)
- 2002: Wyznania Tru (Tru Confessions) jako Ali
- 2003: Urocza dziewczynka (Beautiful Girl) jako Miss Highland Park
- 2003: Jadłodajnia (Fast Food High) jako Tiffany
- 2004: Droga do kariery (Brave New Girl) jako Angela
- 2004: Człowiek w lustrze: Historia Michaela Jacksona (Man in the Mirror: The Michael Jackson Story) jako Janet Jackson
- 2004: Wyznania małoletniej gwiazdy (Confessions of a Teenage Drama Queen) jako Robin
- 2005: Zixx: Level Two jako Zixx
- 2006: 5 dziewczyn (Five Girls) jako Leah

### Seriale
- 1998–2004: Mentors jako Glae
- 1998–2002: Łowcy skarbów (Relic Hunter) jako Samantha
- 2000–2004: Soul Food jako Darlene
- 2000: Falcone jako Nina Patterson
- 2000: The Zac Files jako Emily
- 2001: Degrassi: Nowe pokolenie (Degrassi: The Next Generation) jako dziewczyna na zabawie
- 2002–2006: Dziwne przypadki w Blake Holsey High (Strange Days at Blake Holsey High) jako Tara
- 2002–2005: Jedenasta godzina (The Eleventh Hour) jako NIcole
- 2002–2005: Sue Thomas: Słyszące oczy FBI (Sue Thomas: F.B.Eye) jako Anita
- 2003: Poszukiwani (1-800-Missing) jako Anna Hicks
- 2004: Zixx Level One jako Zixx
- 2004: Renegadepress.com jako Carmen Rodriguez
- 2004–2006: Mroczna przepowiednia (Dark Oracle) jako Annie
- 2005–2006: Gwiazda od zaraz (Instant Star) jako Katerina „Kat”
- 2006–2006: Piękni (Beautiful People) jako Zoe

### Głosy
- 2006: Ruby Gloom jako Boo Boo
- 2012: Totalna Porażka: Zemsta Wyspy jako Zoey
- 2013: Totalna Porażka: Plejada Gwiazd jako Zoey